# Northwood (Staffordshire)
Northwood is een buitenwijk van Stoke-on-Trent in het Engelse graafschap Staffordshire. Als dorp had het, in 1861, 6099 inwoners. In 2010 had de wijk (ward) Northwood and Birches Head zo'n 7900 inwoners.